# Expediciones francesas a Irlanda
Las expediciones francesas a Irlanda fueron una breve incursión de la Francia revolucionaria en Irlanda con el fin de auxiliar a los rebeldes irlandeses que se habían levantado en armas contra el dominio británico. Estas invasiones perseguían un doble objetivo: de un lado, socavar el prestigio y la fuerza del Reino Unido; de otro, preparar el camino para una eventual invasión francesa de la isla.

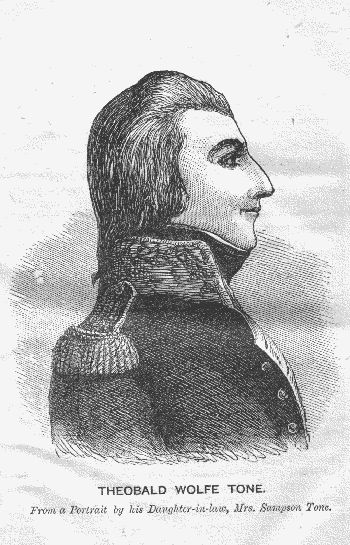
Wolfe Tone.

## La expedición de 1796
En el invierno de 1796 el Directorio Francés, a instancias de Theobald Wolfe Tone, líder de la Society of the United Irishmen, decidió preparar un ejército de 15 000 hombres con el objetivo de desembarcar en la Bahía de Bantry.
Las tropas, dirigidas por el general Lazare Hoche partieron del puerto de Brest el 15 de diciembre de 1796, repartidas en 17 barcos de línea, 13 fragatas y otras catorce embarcaciones. Sin embargo, las fuertes tormentas de la época provocaron la dispersión de la flota francesa y la pérdida de uno de los buques. El 19 de diciembre, el vicealmirante Bouvet, al mando de 33 de los barcos, alcanzó las costas irlandesas en Bantry, donde esperó la llegada del resto de la flota, que había quedado desperdigada. Finalmente, ante la imposibilidad de realizar el desembarco por culpa de los fuertes vientos, Bouvet dio orden de regresar a Francia el 29 de diciembre. El resto de embarcaciones, en las que viajaba Hoche alcanzó Bantry Bay apenas un día después, pero, al no encontrar nadie allí, también regresó a Francia.
La expedición en sí fue un completo fracaso y costó la pérdida de doce naves y las vidas de 2.000 hombres entre soldados y tripulación. Sin embargo, los franceses demostraron que podían eludir la vigilancia británica, ya que la Royal Navy no fue capaz de detenerlos en ningún momento.

## Primera expedición a Irlanda de 1798
El 22 de agosto de 1798, alrededor de 1000 soldados franceses bajo el mando del general Humbert, desembarcaron en el noroeste de Irlanda, en Kilcummin, del condado de Mayo. Auxiliada por 5.000 patriotas irlandeses dirigidos por Wolfe Tone, la expedición tuvo una serie de éxitos y victorias iniciales hasta su derrota final en la batalla de Ballinamuck.

### Éxitos iniciales y batalla de Castlebar
Tras desembarcar sin encontrar prácticamente resistencia, las tropas francesas liberaron rápidamente la ciudad de Killala el 22 de agosto. Dos días más tarde, la ciudad de Ballina era también liberada ante la desbandada general de las escasas tropas inglesas. Estos éxitos iniciales alentaron a numerosos irlandeses a engrosar las filas francesas bajo el mando del patriota irlandés Wolfe Tone.
Para intentar detener el avance franco-irlandés, las tropas inglesas, bajo el mando del General Gerard Lake, se acantonaron en la ciudad de Castlebar, con 6.000 hombres y unas 12 piezas de artillería. Humbert por su parte, marchó hacia la ciudad llevando a unos 2.000 hombres y dejando el resto para cubrir su retaguardia, alcanzando Castlebar el 26 de agosto. Gracias a la ayuda de los exploradores irlandeses, Humbert desvió su ejército de la ruta inicial y atacó las posiciones desguarnecidas de los ingleses situadas al oeste de Castlebar. La maniobra de desvío de Humbert sorprendió a las tropas inglesas que esperaban que el ataque fuese desde la carretera de Ballina.
En medio del desconcierto general, mientras que los británicos trataban de redirigir sus piezas de artillería hacia el oeste, las tropas franco-irlandesas iniciaron una veloz carga que obligó a los ingleses a batirse en retirada en la más absoluta desbandada, dejando tras de sí numerosas municiones y alrededor de 80 muertos junto con la deserción de más de 150 soldados de las tropas irlandesas que se unieron al bando de Humbert y Wolfe Tone. Pese a la humillante derrota inglesa, las bajas del bando franco-irlandesas llegaron a 150 muertos.

### Derrota final
Tras la victoria en la batalla de Castlebar, los patriotas irlandeses proclamaron la efímera República de Connaught y marcharon junto con las tropas francesas hacia el oeste, en dirección a Dublín, con el fin de lograr mayor apoyo popular en la insurrección. La ofensiva franco-irlandesa fue sin embargo detenida mucho antes, en el condado de Longford, tras ser derrotados por las tropas inglesas del general Lake en la batalla de Ballynamuck el 8 de septiembre dónde perdieron más de 500 hombres y donde se apresó a la mayoría de la expedición francesa.
El 15 de septiembre, el general Humbert se vio obligado a rendirse junto a más de 1.500 soldados que fueron hechos prisioneros. El cuerpo expedicionario francés fue devuelto a Francia a cambio del regreso de prisioneros ingleses a Inglaterra, pero peor suerte corrieron los voluntarios irlandeses que en su mayoría fueron ejecutados.

## Segunda expedición de 1798
El 16 de septiembre de 1798, zarpó desde Brest, una segunda expedición francesa de unos 3.000 hombres rumbo a Irlanda. En las costas del Condado de Donegal, la expedición francesa intentó desembarcar el 11 de octubre pero fueron interceptados por una escuadra naval inglesa, muy superior en número que en apenas tres horas infligió una contundente derrota francesa sin que ningún soldado francés consiguiese desembarcar.
Wolfe Tone fue descubierto y detenido dos meses después, el 10 de noviembre de 1798. Condenado a la horca, Wolfe Tone exigió, en virtud de su uniforme francés, ser fusilado, petición que fue rechazada por los ingleses; como respuesta decidió degollarse él mismo, lo que le provocó una agonía de más de una semana.
Con su muerte, Wolfe tone se convirtió en un mártir más de la causa irlandesa frente a la dominación inglesa. Pese al fracaso de la expedición francesa de 1798, el nacionalismo irlandés recuerda con emoción este acontecimiento y denomina el año de 1798 como el "año de los franceses".
- Datos: Q5853256